# Filariosi limfàtica

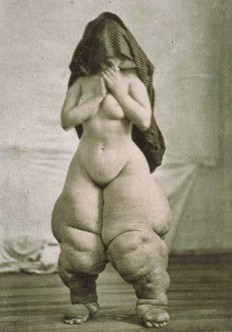
"Bellevue Venus", retrat d'una dona amb elefantiasi d'Oscar G. Mason.

La filariosi limfàtica, coneguda també com a elefantiasi és una malaltia infecciosa tropical causada per un cuc paràsit, un nematode de la família dels filaris, que es transmet als humans per la picada d'un mosquit infectat. Els filaris ocupen el sistema limfàtic i n'obstrueixen els conductes. Hi ha casos de malaltia asimptomàtica, però algunes persones desenvolupen els símptomes anomenats elefantiasi, que es caracteritzen per grans edemes i deformacions que poden afectar sobretot les cames, però també l'escrot en els homes, els braços o el tronc. Els experts la consideren una malaltia tropical desatesa.
La filariosi limfàtica és una malaltia dolorosa i profundament desfigurant. En comunitats on és present pot afectar totes les edats. Tot i que la infecció es pot adquirir durant la infantesa, les manifestacions visibles poden ocórrer anys més tard, provocant una discapacitat temporal o permanent. En països endèmics, la filariosi limfàtica té un important impacte social i econòmic amb una pèrdua anual estimada de mil milions de dòlars i una afectació de l'activitat econòmica de fins al 88%

## Malaltia
La malaltia és causada per tres espècies de cucs de nematodes semblants a un fil, coneguts com a filàries: Wuchereria bancrofti, Brugia malayi i Brugia timori. Els cucs masculins tenen una longitud aproximada de 3-4 centímetres i els cucs femenins de 8 a 10 centímetres. Els cucs masculins i femenins formen "nius" en el sistema limfàtic humà, la xarxa de nodes i vasos que mantenen el delicat equilibri de líquids entre la sang i els teixits. El sistema limfàtic és un component essencial del sistema immunitari del cos. Això provoca l'acumulació de líquids a causa del funcionament inadequat del sistema limfàtic i produeix inflor o edema.
La infecció per filària pot causar una varietat de manifestacions clíniques que inclouen limfedema de les extremitats, afectació genital (hidrocele, quilocele i inflor de l'escrot i el penis) i atacs aguts recurrents, extremadament dolorosos i acompanyats de febre. La gran majoria de les persones infectades són asimptomàtiques, però pràcticament totes elles tenen afectació limfàtica subclínica i fins a un 40% tenen afectació renal, amb proteïnúria i hematúria.

## Epidemiologia
S'estima que al món hi ha 120 milions de persones infectades amb filariosi limfàtica en zones tropicals i subtropicals; d'aquests, gairebé 25 milions d'homes tenen afectació genital (més freqüentment hidrocele) i gairebé 15 milions, majoritàriament dones, tenen limfedema o elefantiasi de la cama. Una estimació recent de l'impacte del tractament multifarmacològic durant els últims 13 anys suggereix que es van prevenir o guarir més de 96,71 milions, tot i que encara queden fins a 36 milions de casos d'hidrocele i limfedema. De la població total que requereix teràpia preventiva, el 57% viu a la regió del sud-est asiàtic (9 països) i el 37% viu a l'Àfrica (35 països).
Com a una de les principals causes mundials de discapacitat, la filariosi limfàtica representa almenys 2,8 milions de DALY (Anys de vida ajustats per discapacitat), sense comptar-hi una significativa comorbiditat de les malalties mentals, freqüents en els pacients i els seus cuidadors.

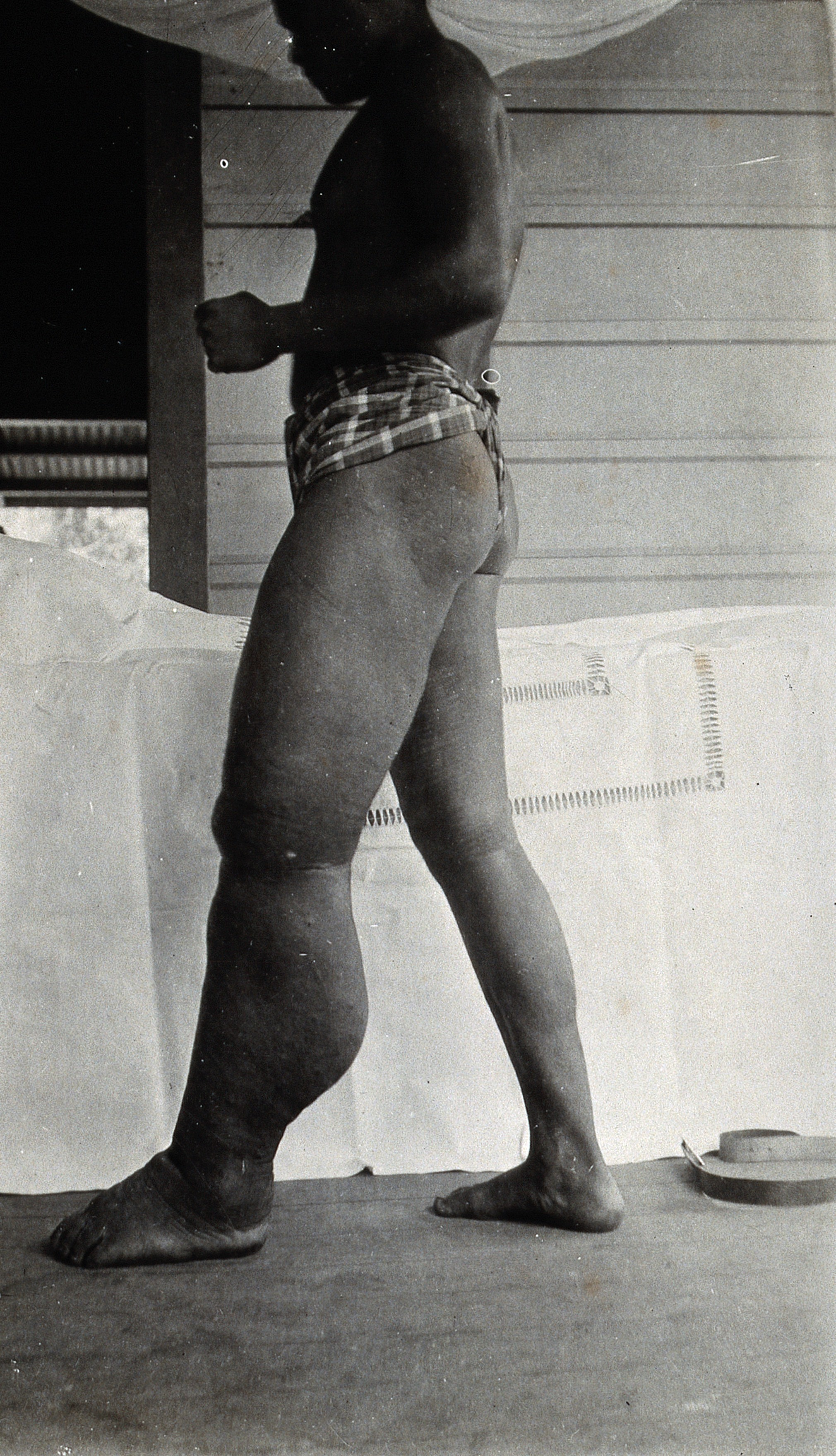
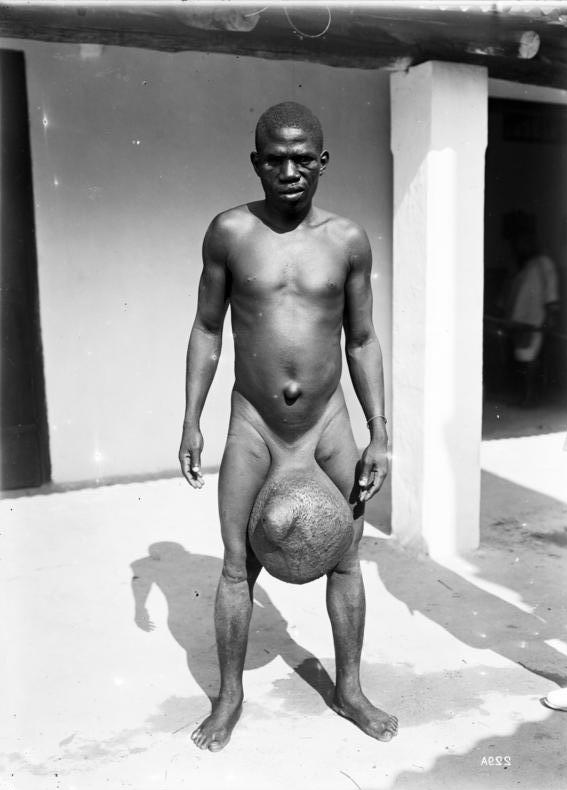
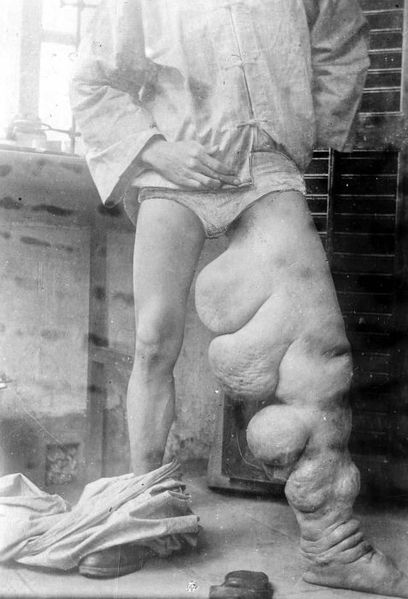